# 1792 aux États-Unis
Pour des articles plus généraux, voir Chronologie des États-Unis et 1792.
Chronologie des États-Unis
- 1788
- 1789
- 1790
- 1791
- 1792
- 1793
- 1794
- 1795
- 1796

Cette page concerne des événements d'actualité qui se sont produits durant l'année 1792 du calendrier grégorien aux États-Unis.

## Gouvernement
- Président : George Washington (Sans étiquette)
- Vice-président : John Adams (Fédéraliste)
- Secrétaire d'État : Thomas Jefferson (Républicain-Démocrate)
- Chambre des représentants - Président : Jonathan Trumbull, Jr. (Fédéraliste)

## Événements
- 20 février : une loi sur les services postaux qui établit le Département de la Poste des États-Unis est signée par le Président George Washington.

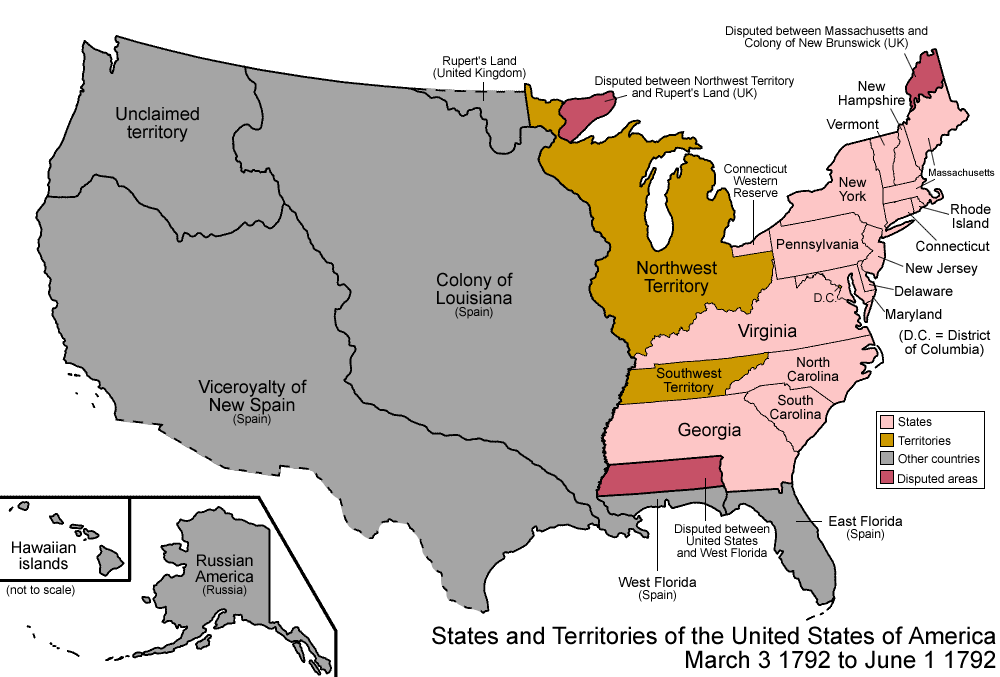
3 mars - 1er juin 1792

- 3 mars : le gouvernement fédéral vend le Triangle d'Érié à la Pennsylvanie[1].
- 20 mars : fondation de Raleigh, capitale de l'État de Caroline du Nord. Elle a été nommée ainsi en l'honneur de Sir Walter Raleigh, fondateur de la première colonie anglaise permanente en Amérique, Roanoke qui était connu en tant que « colonie perdue ».

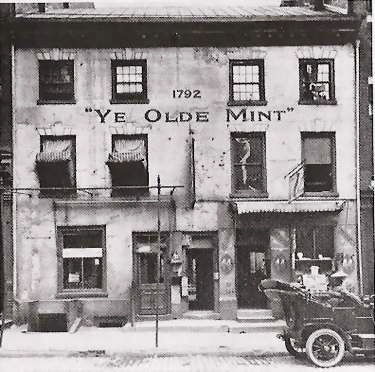
Premier Hôtel de la monnaie américain à Philadelphie

- 2 avril : une loi sur la monnaie, le Coinage Act of 1792, permet la création d'un Hôtel de la monnaie.
- 5 avril : le Président George Washington met son veto sur une loi conçue pour envoyer des représentants parmi les États des États-Unis. C'est la première fois que le veto présidentiel est employé aux États-Unis.
- 16 avril, Expédition Vancouver. George Vancouver, ressortissant britannique, explore le littoral occidental de l’Amérique du Nord[2].
- 10 mai : Union Bank est fondée à Boston[3]. En 1925, Union Bank fusionne avec State Street Trust Company qui est aujourd'hui State Street Corporation.
- 11 mai : expédition du Columbia. Robert Gray est le premier à entrer dans le fleuve Columbia, qu'il nomme d'après le nom de son navire, Columbia Rediviva[4].
- 17 mai : l'Accord de Buttonwood est signé par vingt-quatre traders new-yorkais, marquant la naissance de la bourse de Wall Street[5].

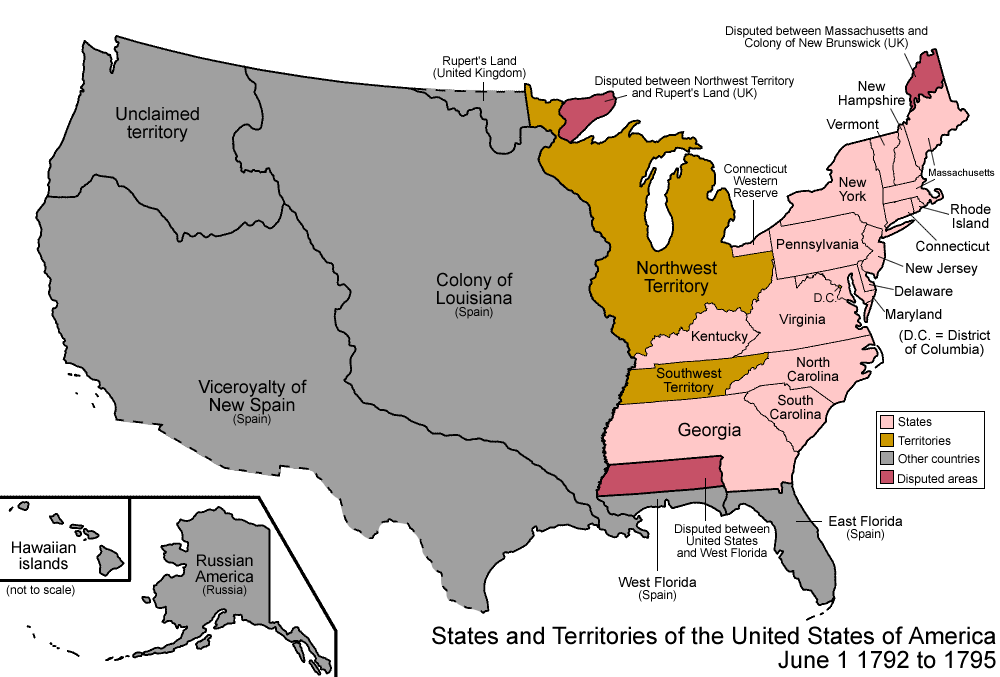
1er juin 1792 - 1795

- 1er juin : les comtés occidentaux de la Virginie situés au-delà des Appalaches en sont séparés et deviennent le Kentucky, quinzième État des États-Unis, après avoir ratifié la Constitution des États-Unis d'Amérique[6].
- 4 juin : l'expédition dirigée par George Vancouver prend possession du Puget Sound au nom du Royaume-Uni[7].
- 24 août : Thomas Paine est proclamé citoyen français[8].
- 6 septembre : malgré le fait qu'il ne parle pas français Thomas Paine est élu député du Pas-de-Calais à la Convention[9]. Il s’enthousiasme pour la Révolution française et s’engage en faveur de la République. Il ne vote pas la mort du roi, mais propose qu’il soit exilé aux États-Unis, car il a aidé les insurgents pendant la guerre d'indépendance des États-Unis, et parce que Paine est contre la peine de mort.

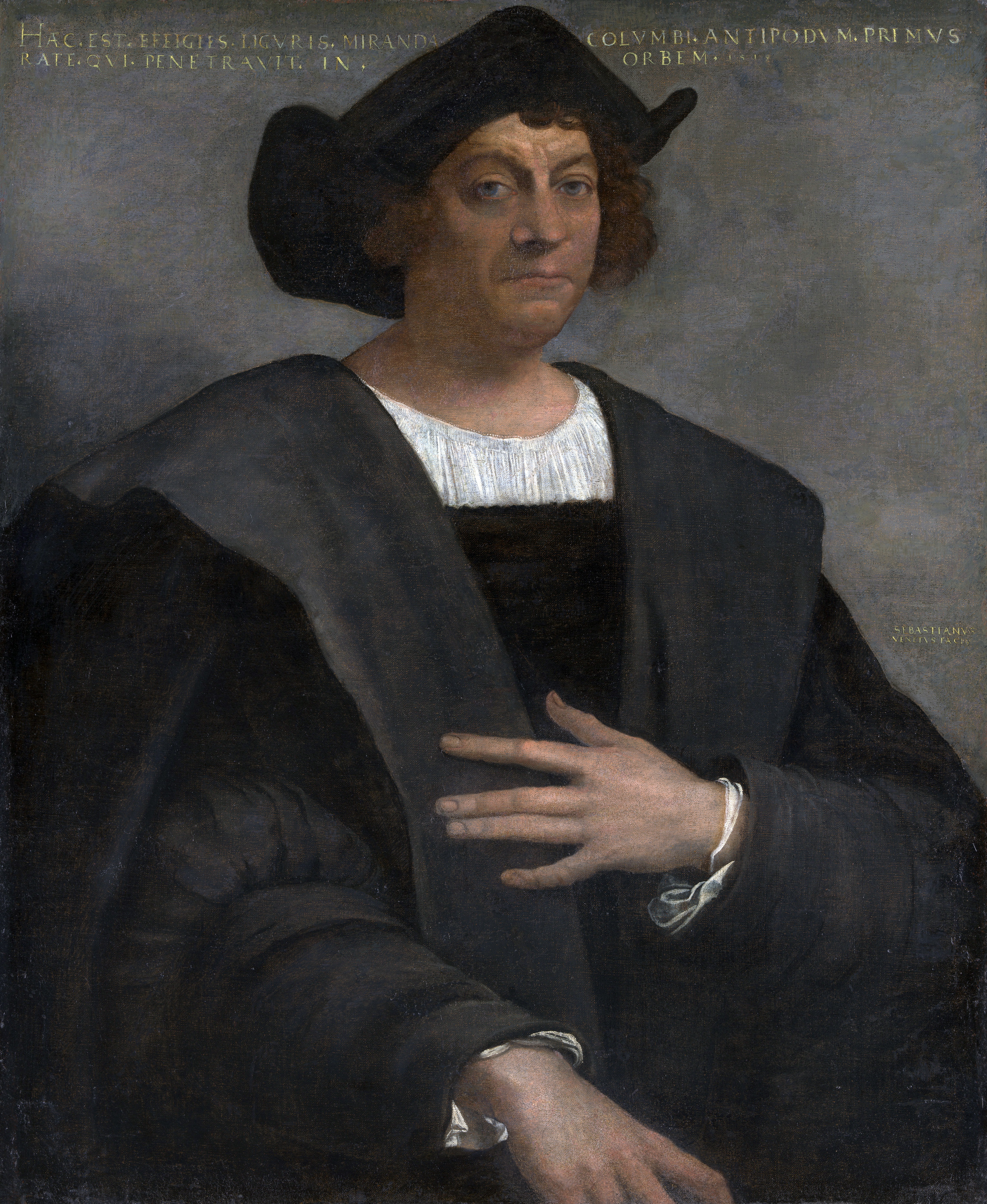
Christophe Colomb

- 12 octobre : le jour de Christophe Colomb, ou Colombus Day est célébré pour la première fois aux États-Unis, à New York, pour célébrer les 300 ans de son arrivée aux Amériques.
- 13 octobre : début de la construction de la Maison-Blanche, autour de laquelle est construite la capitale fédérale des États-Unis[10].
- 21 octobre : exploration du fleuve Columbia par le lieutenant Broughton[11].
- 5 décembre : George Washington est réélu Président des États-Unis[12].

## Sans date précise

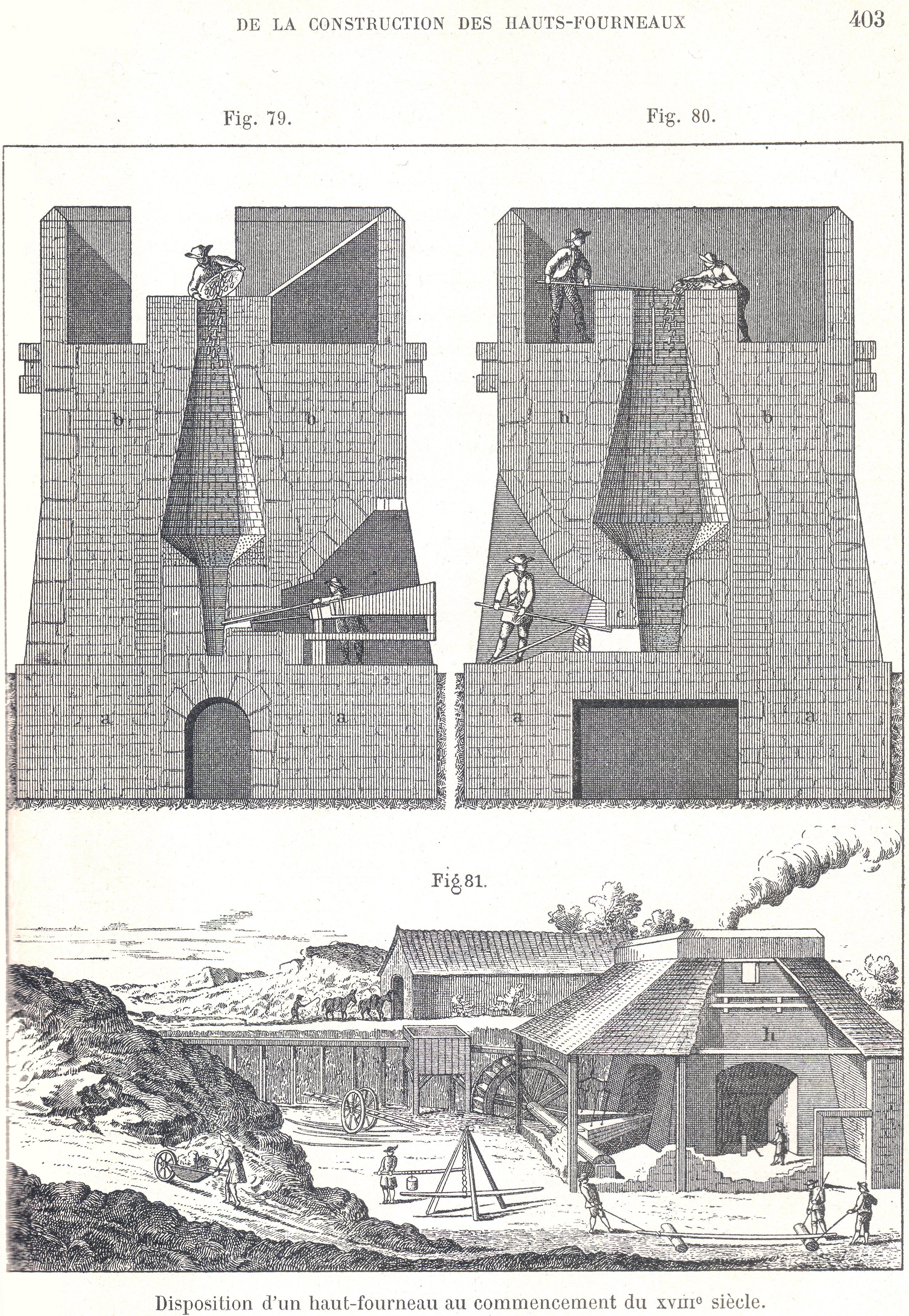
Représentation d'un haut-fourneau au XVIIIe siècle

- George Anschutz construit le premier haut fourneau sur le continent américain.
- The Miscellaneous Essays and Occasional Writings of Francis Hopkinson est publié à titre posthume.

## Naissances
- 10 juillet : George Mifflin Dallas, (mort le 31 décembre 1864), est un juriste, diplomate, et homme politique américain, sénateur de Pennsylvanie et le onzième vice-président des États-Unis d'Amérique, sous James Knox Polk.

## Décès
- 18 juillet : John Paul Jones, né à Kirkcudbright (Écosse) le 6 juillet 1747 et mort à Paris, est un marin américain, héros de la Guerre d'indépendance des États-Unis.
- 7 octobre : George Mason, (né le 11 décembre 1725 dans le comté de Fairfax en Virginie et décédé également en Virginie) est une personnalité révolutionnaire américaine, délégué de la Virginie à la Convention constitutionnelle américaine. Il est surnommé le « père du Bill of Rights ».

#### Articles généraux
- Histoire des États-Unis de 1776 à 1865
- Évolution territoriale des États-Unis
- Histoire de la Louisiane
- Réfugiés français de Saint-Domingue en Amérique

#### Articles sur l'année 1792 aux États-Unis
- Élection présidentielle américaine de 1792
- Coinage Act of 1792